# Station Lipienica
Station Lipienica is een spoorwegstation in de Poolse plaats Lipienica (powiat świecki).